# ألفريد فيكتور فيلاديفي دو بونت
كان ألفريد فيكتور فيلاديفي دو بونت (Alfred Victor Philadelphe du Pont) (في الفترة من 11 أبريل 1798 حتى 4 أكتوبر 1856) كيميائيا ورجل صناعة أمريكيًا، إضافة إلى كونه الابن الأكبر ووريث إلوتير إرينيه دو بونت مؤسس شركة دو بونت (E. I. du Pont de Nemours and Company).

## النشأة والأسرة
ولد دو بونت في باريس، فرنسا، وهو نجل إلوتير إرينيه دو بونت وصوفي دالماس دو بونت. قدم دو بونت إلى أمريكا في عام 1800 وهو رضيع، ونشأ في محيط مطاحن البارود التي أسسها والده في منطقة نهر براندي واين في ديلاوير. ولاحقًا، التحق بكلية مونت أيري، في جيرمانتاون، بنسلفانيا، وبعد ذلك درس الكيمياء في كلية ديكنسون. وأثناء دراسته هناك، ترأس جمعية الآداب الجميلة (Belles Lettres Literary Society)، وأصبح صديقًا لأحد أساتذته وهو توماس كوبر (Thomas Cooper). وأصبح بعدها مساعدًا لكوبر في جامعة بنسلفانيا تزوج ألفريد دو بونت من مارجريتا إليزابيث لاموت عام 1824 وأنجبا سبعة أبناء.

## شركة دو بونت
في عام 1818، عاد دو بونت إلى وطنه ليساعد والده في إعادة بناء شركة البارود بعد الانفجار المدمر التي نجم عنه وفاة 33 شخصًا وتسبب في إصابة والدته. وعمل مع الرجال يدًا بيد في المطاحن وكان مهتمًا بإجراء أبحاث على التطويرات الكيميائية للبارود الحديث على وجه التحديد. وكان معمله في المنزل. مع ذلك، بعد انقضاء ما يقرب من 20 عامًا كأحد «رجال البارود» وبعد إعادة هيكلة شراكته مع جيمس أنتوني بيدرمان (James Antoine Bidermann) أصبح مدير الشركة عام 1837. وكان هذا المنصب دورًا صعبًا بالنسبة له، لكن بعد أن قاد الشركة إلى بر الأمان في أعقاب انفجار كارثي للمطاحن عام 1847، تقاعد عام 1850 وهو يعاني من تراجع حالته الصحية.

## الوفاة والإرث
تُوفي ألفريد دو بونت في 4 أكتوبر 1856 في مطاحن إلوتير بالقرب من جرينفيل، ديلاوير، ودُفن في مقبرة دو بونت بالقرب من جرينفيل.
وأصبح ابنه ألفريد فيكتور دو بونت مؤسس أخوية فاي كابا سيجما في 1850.

## وصلات خارجية
- DuPont Company. Alfred V. du Pont
- Dickinson College. </a> Alfred Victor du Pont[وصلة مكسورة]